# Trophée des bicentenaires

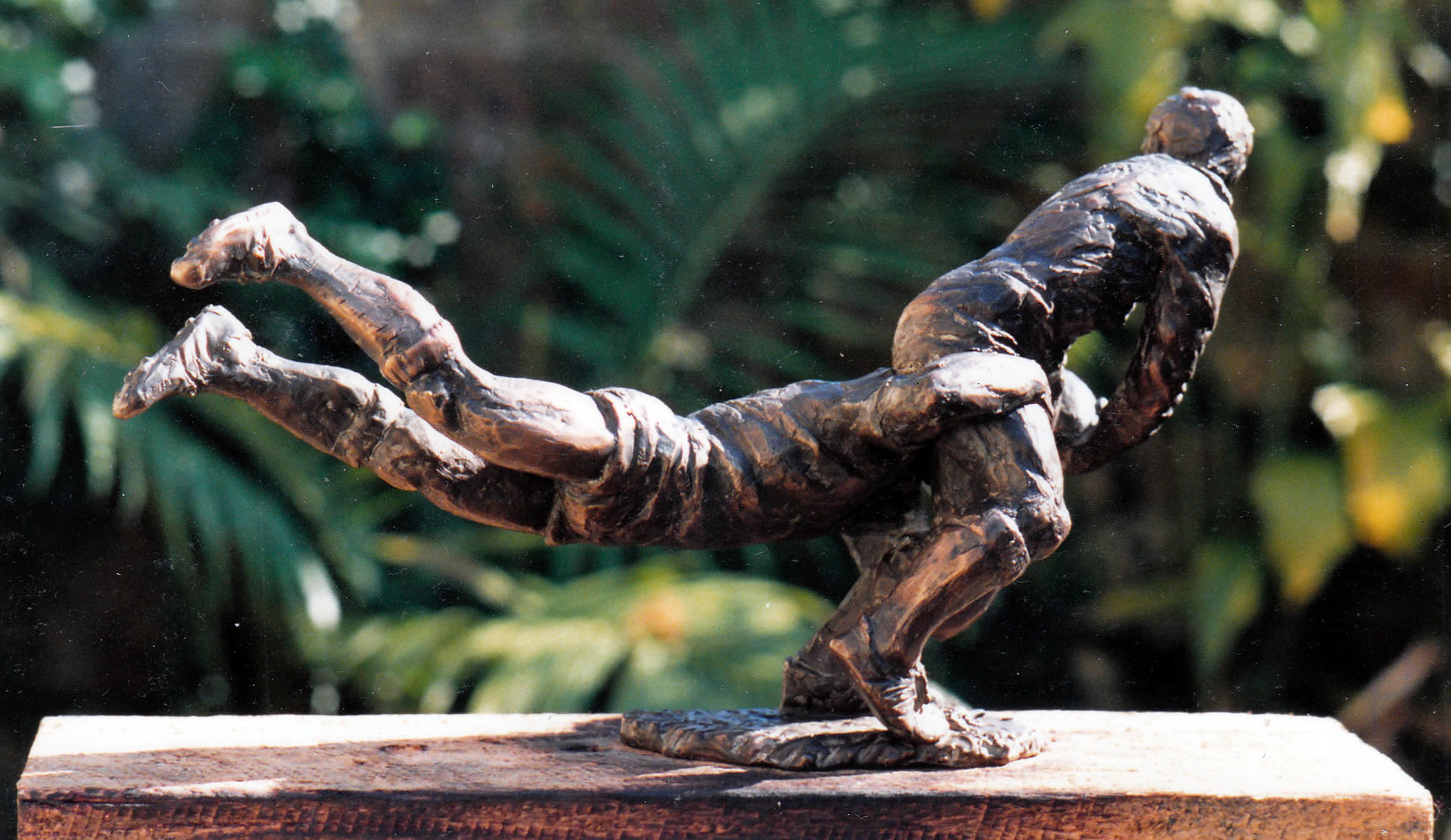
Le Trophée des Bicentenaires, est un Bronze qui a été sculpté par la sculptrice australienne Diana Webber.

Le Trophée des bicentenaires est un trophée de rugby à XV mis en jeu depuis 1989, lors d'une ou plusieurs rencontres officielles entre les sélections du XV de France et du XV de l'Australie. Lorsque, au cours d'une même tournée, plusieurs rencontres sont disputées, le vainqueur du trophée est désigné en regardant en premier lieu le nombre de victoires, et, en cas d'égalité, le score cumulé sur l'ensemble des matches (sauf en 1989).

## Création du trophée
Afin de célébrer les bicentenaires de la colonisation de l'Australie de 1788 et de la Révolution française de 1789, la Fédération française de rugby à XV décide de créer le Trophée des bicentenaires qui est mis en jeu entre les deux nations. 
Il s'agit d'une sculpture en bronze, représentant deux joueurs de rugby, l'un en extension essayant de plaquer, l'autre qui reste sur ses appuis. L'idée du trophée et sa sculpture naissent en 1988, mais il est décerné pour la première fois en 1989 à l'issue de deux test-matches joués en France, les 4 novembre 1989 et 11 novembre 1989. Les deux équipes ont fini à égalité à une victoire partout et puisque la règle du goal-average n'est pas appliquée, il n'y a pas de vainqueur pour cette première levée. L'équipe d'Australie est la première à remporter le Trophée en 1990.

## Résultats

### Palmarès des tournées
La France est généralement l'hôte des tournées de novembre et l'Australie reçoit la France lors des tournées de juin. Le Trophée des bicentenaires est décerné à l'issue de chaque tournée à l'équipe qui l'a gagnée.
Pour déterminer le vainqueur de la tournée, il est tenu compte :
- du nombre de matches gagnés ;
- en cas d'égalité, le départage se fait avec la différence de points marqués sur l’ensemble des matches de la tournée (la règle n'est pas appliquée en 1989).

Sur vingt mises en jeu du Trophée, l'Australie a gagné quatorze fois et la France sept fois.
| Année | Tournée | Vainqueur | V | N | D | diff. |
| ----- | ------- | --------- | - | - | - | ----- |
| 1989  | automne | -         | 1 | 0 | 1 | -     |
| 1990  | été     | Australie | 2 | 0 | 1 | -     |
| 1993  | automne | Australie | 1 | 0 | 1 | +18   |
| 1997  | été     | Australie | 2 | 0 | 0 | -     |
| 1998  | automne | Australie | 1 | 0 | 0 | -     |
| 2000  | automne | Australie | 1 | 0 | 0 | -     |
| 2001  | automne | France    | 1 | 0 | 0 | -     |
| 2002  | été     | Australie | 2 | 0 | 0 | -     |
| 2004  | automne | France    | 1 | 0 | 0 | -     |
| 2005  | été     | Australie | 1 | 0 | 0 | -     |
| 2005  | automne | France    | 1 | 0 | 0 | -     |
| 2008  | été     | Australie | 2 | 0 | 0 | -     |
| 2008  | automne | Australie | 1 | 0 | 0 | -     |
| 2009  | été     | Australie | 1 | 0 | 0 | -     |
| 2010  | automne | Australie | 1 | 0 | 0 | -     |
| 2012  | automne | France    | 1 | 0 | 0 | -     |
| 2014  | été     | Australie | 3 | 0 | 0 | -     |
| 2014  | automne | France    | 1 | 0 | 0 | -     |
| 2016  | automne | Australie | 1 | 0 | 0 | -     |
| 2021  | été     | Australie | 2 | 0 | 1 | -     |
| 2022  | automne | France    | 1 | 0 | 0 |       |
| 2023  | août    | France    | 1 | 0 | 0 | -     |

Récapitulation : 28 matches
 Australie 22 victoires ;  France 10 victoires

### Liste des test-matchs comptant pour le trophée
| No | Date             | Lieu                                                 | Match              | Score   | Compétition |
| -- | ---------------- | ---------------------------------------------------- | ------------------ | ------- | ----------- |
| 1  | 4 novembre 1989  | Stade de la Meinau, Strasbourg ( France)             | France – Australie | 15 – 32 | test match  |
| 2  | 11 novembre 1989 | Stadium Lille Métropole, Villeneuve-d'Ascq ( France) | France – Australie | 25 – 19 | test match  |
| 3  | 9 juin 1990      | Aussie Stadium, Sydney ( Australie)                  | Australie – France | 21 – 9  | test match  |
| 4  | 24 juin 1990     | Ballymore Stadium, Brisbane ( Australie)             | Australie – France | 48 – 31 | test match  |
| 5  | 30 juin 1990     | Aussie Stadium, Sydney ( Australie)                  | Australie – France | 19 – 28 | test match  |
| 6  | 30 octobre 1993  | Stade Jacques-Chaban-Delmas, Bordeaux ( France)      | France – Australie | 16 – 13 | test match  |
| 7  | 6 novembre 1993  | Parc des Princes, Paris ( France)                    | France – Australie | 3 – 24  | test match  |
| 8  | 21 juin 1997     | Aussie Stadium, Sydney ( Australie)                  | Australie – France | 29 – 15 | test match  |
| 9  | 28 juin 1997     | Suncorp Stadium, Brisbane ( Australie)               | Australie – France | 26 – 19 | test-match  |
| 10 | 21 novembre 1998 | Stade de France, Saint-Denis ( France)               | France – Australie | 21 – 32 | test-match  |
| 11 | 4 novembre 2000  | Stade de France, Saint-Denis ( France)               | France – Australie | 13 – 18 | test-match  |
| 12 | 17 novembre 2001 | Stade Vélodrome, Marseille ( France)                 | France – Australie | 14 – 13 | test-match  |
| 13 | 22 juin 2002     | Colonial Stadium, Melbourne ( Australie)             | Australie – France | 29 – 17 | test-match  |
| 14 | 29 juin 2002     | Telstra Stadium, Sydney ( Australie)                 | Australie – France | 31 – 25 | test-match  |
| 15 | 13 novembre 2004 | Stade de France, Saint-Denis ( France)               | France – Australie | 27 – 14 | test-match  |
| 16 | 2 juillet 2005   | Suncorp Stadium, Brisbane ( Australie)               | Australie – France | 37 – 31 | test-match  |
| 17 | 5 novembre 2005  | Stade Vélodrome, Marseille ( France)                 | France – Australie | 26 – 16 | test-match  |
| 18 | 28 juin 2008     | ANZ Stadium, Sydney ( Australie)                     | Australie – France | 34 – 13 | test-match  |
| 19 | 5 juillet 2008   | Suncorp Stadium, Brisbane ( Australie)               | Australie – France | 40 – 10 | test-match  |
| 20 | 22 novembre 2008 | Stade de France, Saint-Denis ( France)               | France – Australie | 13 – 18 | test-match  |
| 21 | 27 juin 2009     | ANZ Stadium, Sydney ( Australie)                     | Australie – France | 22 – 6  | test-match  |
| 22 | 10 novembre 2010 | Stade de France, Saint-Denis ( France)               | France – Australie | 16 – 59 | test-match  |
| 23 | 10 novembre 2012 | Stade de France, Saint-Denis ( France)               | France – Australie | 33 – 6  | test-match  |
| 24 | 7 juin 2014      | Suncorp Stadium, Brisbane ( Australie)               | Australie – France | 50 – 23 | test-match  |
| 25 | 14 juin 2014     | Etihad Stadium, Melbourne ( Australie)               | Australie – France | 6 – 0   | test-match  |
| 26 | 21 juin 2014     | Aussie Stadium, Sydney ( Australie)                  | Australie – France | 39 – 13 | test-match  |
| 27 | 15 novembre 2014 | Stade de France, Saint-Denis France                  | France – Australie | 29 – 26 | test-match  |
| 28 | 19 novembre 2016 | Stade de France, Saint-Denis France                  | France – Australie | 23 – 25 | test-match  |
| 29 | 7 juillet 2021   | Suncorp Stadium, Brisbane Australie                  | Australie – France | 23 – 21 | test-match  |
| 30 | 13 juillet 2021  | AAMI Park, Melbourne Australie                       | Australie – France | 26 – 28 | test-match  |
| 31 | 17 juillet 2021  | Suncorp Stadium, Brisbane Australie                  | Australie – France | 33 – 30 | test-match  |
| 32 | 5 novembre 2022  | Stade de France, Saint-Denis France                  | France – Australie | 30 – 29 | test-match  |
| 33 | 28 août 2023     | Stade de France, Saint-Denis France                  | France – Australie | 41 – 17 | test-match  |